# Орбелийски игловръх
Орбелийският игловръх (Alyssum orbelicum Ancev & Uzunov) е растение от семейство Кръстоцветни (Brassicaceae). То е български ендемит и глациален реликт. Вписано е в Червената книга на България и в Закона за биологичното разнообразие като критично застрашен вид.

## Описание
Орбелийският игловръх е многогодишно тревисто растение. В основата си то е с къси стерилни стъбла и гъсто облистени клонки, образуващи туфи. Листата са последователни, със сребристосив цвят, покрити със звездовидни власинки. Цветоносните стъбла са високи 2,5 − 6 cm, на върха с късо щитовидно съцветие с дребни жълти цветове. Плодовете са шушулчици. Семената са с тясно крилце, по едно в плодно гнездо.
Цъфти през юли – август, а плодоноси през август – септември. Опрашва се най-вероятно от насекоми, като е възможно и частично самоопрашване. Размножаването става с разпространяваните от вятъра семена и барохорно.

## Разпространение
Орбелийският игловръх се среща единствено в Северен Пирин, в алпийския пояс на надморска височина между 2350 и 2450 m. Вирее по открити каменисти терени на южни склонове върху плитки и ерозирани хумусно-карбонатни почви. Популацията на вида е разкъсана, малочислена, с не повече от 200 индивида.

## Застрашеност
Факторите, застрашащи вида с изчезване, са много ограниченото му разпространение, ниската численост на популацията и нанесените вреди от туризма.

## Опазване
За да бъде опазен, орбелийският игловръх е обявен за защитен вид съгласно Закона за биологичното разнообразие. Находището му е в границите на националния парк „Пирин“ и в защитена зона от Европейската екологична мрежа „Натура 2000“ в България. Вписан е в Червената книга на България.
Необходимо е проучване на биологията на размножаване и възможностите за отглеждане в експериментални колекции с последваща интродукция в подходящи местообитания.